# Torcé-en-Vallée
Torcé-en-Vallée è un comune francese di 1 249 abitanti situato nel dipartimento della Sarthe nella regione dei Paesi della Loira.

## Società

### Evoluzione demografica
Abitanti censiti